# Salones artísticos
Salones artísticos son una forma de exposición y certamen en el mundo del arte. Suelen convocarse anualmente por alguna institución académica.
El más antiguo e importante fue el Salon de peinture et de sculpture o Salon de Paris ("Salón de pintura y de escultura" o "Salón de París"), convocado por la francesa Académie des beaux-arts ("Academia de las bellas artes") desde 1726 en París.
La británica Royal Academy ("Real Academia") celebra una exposición anual de pintura en Londres desde 1769: la Royal Academy summer exhibition ("Exhibición de verano de la Real Academia").
En España, entre 1856 y 1968 la Real Academia de Bellas Artes de San Fernando convocaba en Madrid la Exposición Nacional de Bellas Artes, donde los premios se concedían habitualmente a cuadros de gran formato del género más estimado en la época: la pintura de historia.

## Los salones de París
El Francia, el Salón oficial fue ocasión de sonadas polémicas, especialmente con ocasión de la presentación de obras que supusieran algún tipo de ruptura con las convenciones académicas del pintura neoclásica dominante. Tal fue lo que ocurrió con ocasión de la exhibición de La balsa de la Medusa, de Gericault (considerado el manifiesto del romanticismo en pintura). Mayor desafío fue la presentación independiente de Gustave Courbet en un pabellón propio (que tituló Realisme) a las puertas del Salón de 1855, donde se exhibió El taller del pintor (el manifiesto de la pintura del realismo), lo que generó un escándalo de enormes proporciones.
La gran cantidad de obras que fueron rechazadas para el Salón de 1863 hizo a las autoridades convocar un Salon des Refusés ("Salón de los rechazados"), donde se presentaron los cuadros de Edouard Manet que se consideran precedentes del impresionismo. Los impresionistas celebraron sus propias exposiciones desde 1874 bajo una institución denominada Société anonyme des artistes peintres, sculpteurs et graveurs ("Sociedad anónima de artistas pintores, escultores y grabadores"). Los postimpresionistas hicieron lo propio desde 1884 con el Salon des Indépendants ("Salón de los independientes") gestionado por la Société des Artistes Indépendants ("Sociedad de artistas independientes"). Los simbolistas organizaron el Salon de la Rose+Croix entre 1892 y 1897.
El Salon d'Automne ("Salón de Otoño") se celebra en París desde 1903.
Muchos de los salones de pintura de París se celebraron desde 1900 en el Grand Palais des Beaux-Arts ("Gran Palacio de las Bellas Artes"), perdiendo prestigio y superficie a partir de 1936.

## Salones en otros países
- Exposiciones Nacionales (Colombia) (1909-1931), Salón de artistas colombianos (1931) y Salón Nacional de Artistas (1940), en Bogotá.[3]

- Armory Show en Nueva York.